# Lijst van boeken van Hercule Poirot
Dit is een lijst van boeken van Hercule Poirot, het personage van de Belgische detective in de boeken van de Britse schrijfster Agatha Christie.
1. De zaak Styles (The Mysterious Affair at Styles) (1920)
2. Moord op de golflinks (The Murder on the Links) (1923)
3. Uit Poirots praktijk (Poirot Investigates) (1924, kortverhalen)
4. De moord op Roger Ackroyd (The Murder of Roger Ackroyd) (1926)
5. De grote vier (The Big Four) (1927)
6. Het geheim van de blauwe trein (The Mystery of the Blue Train) (1928)
7. Moord onder vuurwerk (Peril at End House) (1932)
8. Lord Edgware sterft (Lord Edgware Dies) (1933)
9. Moord in de Oriënt-Expres (Murder on the Orient Express) (1934)
10. Drama in drie bedrijven (Three Act Tragedy) (1935)
11. Moord in het vliegtuig (Death in the Clouds) (1935)
12. Het ABC-mysterie (The A.B.C. Murders) (1936)
13. Moord in Mesopotamië (Murder in Mesopotamia) (1936)
14. Poirot speelt bridge (Cards on the Table) (1936)
15. Brief van een dode (Dumb Witness) (1937)
16. Moord op de Nijl (Death on the Nile) (1937)
17. Driehoek op Rhodos (Murder in the Mews) (1937, kortverhalen)
18. Dood van een huistiran (Appointment with Death) (1938)
19. Kerstmis van Poirot (Hercule Poirot's Christmas) (1938)
20. Het Regatta-mysterie (The Regatta Mystery and Other Stories) (1939, kortverhalen)
21. Schuldig in eigen ogen (Sad Cypress) (1940)
22. Moord in de martelstoel (One, Two, Buckle My Shoe) (1940)
23. Overal is de duivel (Evil Under the Sun) (1941)
24. Vijf kleine biggetjes (Five Little Pigs) (1942)
25. De laagte (The Hollow) (1946)
26. De werken van Hercules (The Labours of Hercules) (1947, kortverhalen)
27. De moordenaar waagt een gok (Taken at the Flood) (1948)
28. Poirot komt terug (Mrs McGinty's Dead) (1952)
29. Na de begrafenis (After the Funeral) (1953)
30. Moord in het studentenhuis (Hickory Dickory Dock) (1955)
31. Zoek de moordenaar (Dead Man's Folly) (1956)
32. Het wespennest (1957, kortverhalen)
33. Een kat tussen de duiven (Cat Among the Pigeons) (1959)
34. Avontuur met een kerstpudding (The Adventure of the Christmas Pudding) (1960, kortverhalen)
35. De vier klokken (The Clocks) (1963)
36. Het derde meisje (Third Girl) (1966)
37. De versierde bezemsteel (Hallowe'en Party) (1969)
38. Een olifant vergeet niet gauw (Elephants Can Remember) (1972)
39. Het doek valt (Curtain) (geschreven rond 1940, uitgegeven in 1975)
40. Zolang het licht is (While the Light Lasts and Other Stories) (1997, kortverhalen)
41. De monogram moorden [sic] (The Monogram Murders, door Sophie Hannah) (2014)
42. De nieuwe erfgenaam (Closed Casket, door Sophie Hannah) (2016)
43. Het mysterie van de drie kwarten (The Mystery of Three Quarters, door Sophie Hannah) (2018)
44. De moorden op Kingfisher Hill (The killings at Kingfisher Hill, door Sophie Hannah) (2020)